# Charlottesville Reservoir
Pour l’article homonyme, voir Charlottesville.
Le Charlottesville Reservoir est un lac de barrage américain dans le comté d'Albemarle, en Virginie. Il est situé à 297 mètres d'altitude dans les montagnes Blue Ridge, immédiatement à l'est du parc national de Shenandoah. Son émissaire est la Moormans, laquelle relève du bassin versant du James.